# Gymnosporia
Genre
Synonymes
- Boaria A. DC.[2]
- Gymnosporia (Wight & Arn.) J. D. Hooker[2]
- genre Maytenus Molina (préféré par BioLib)[2]
- Moya Griseb.[2]

Gymnosporia est un genre de plantes de la famille des Celastraceae.

## Liste des espèces
Selon Catalogue of Life (23 février 2018) :

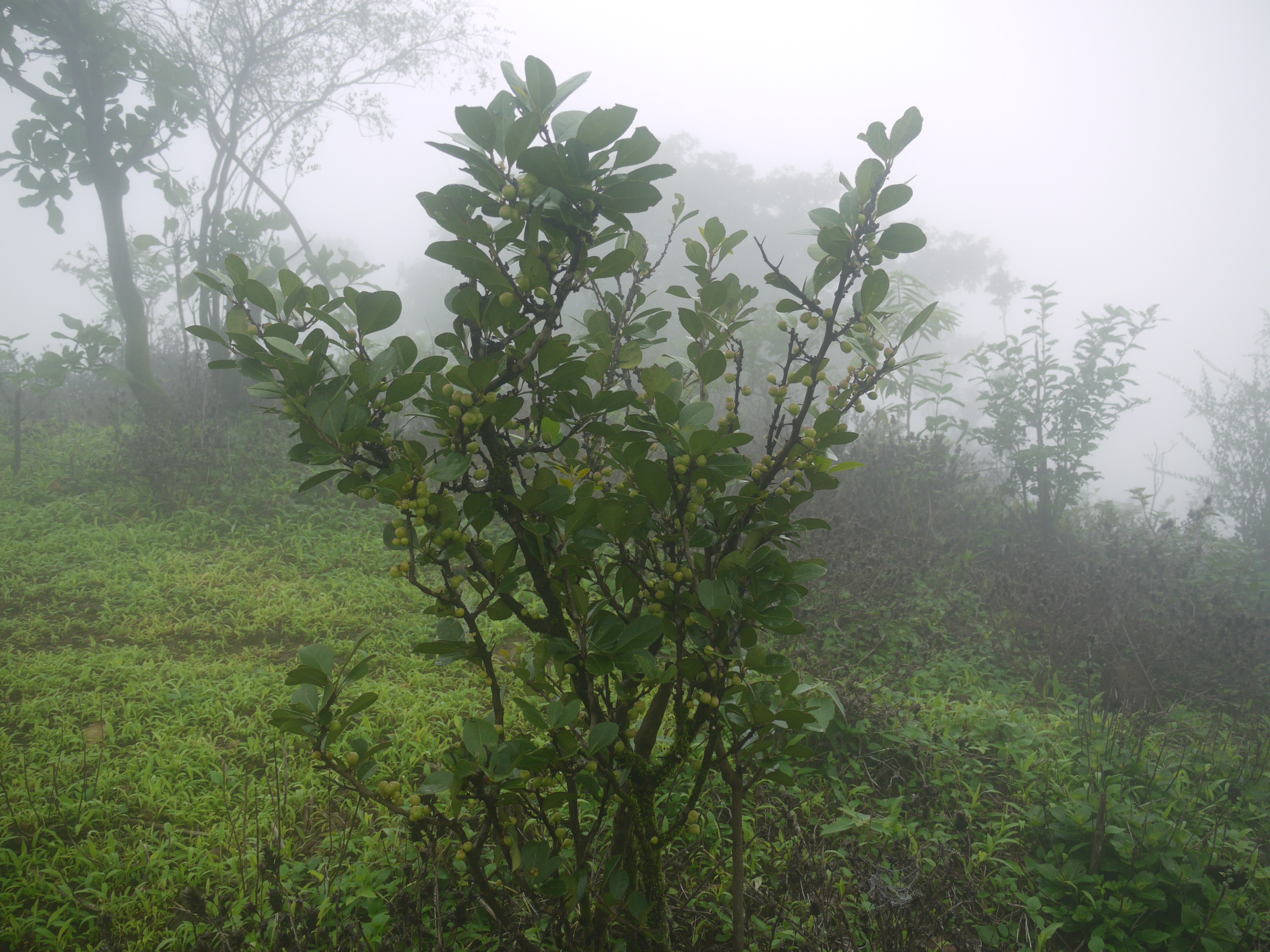
Gymnosporia wightiana

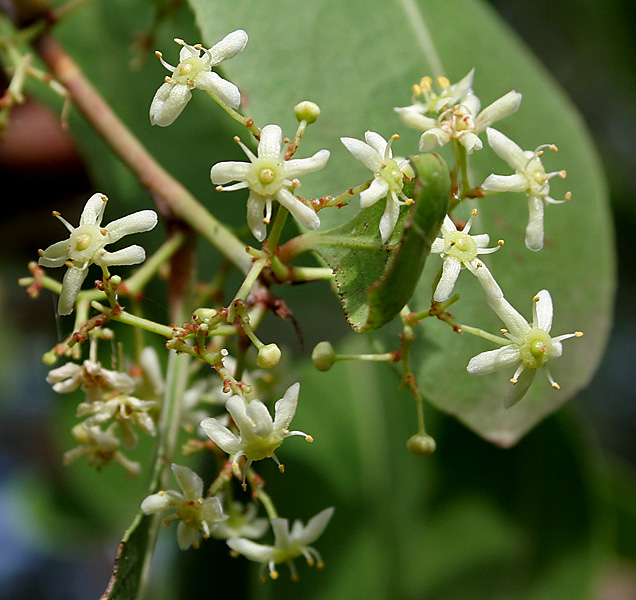
Gymnosporia montana

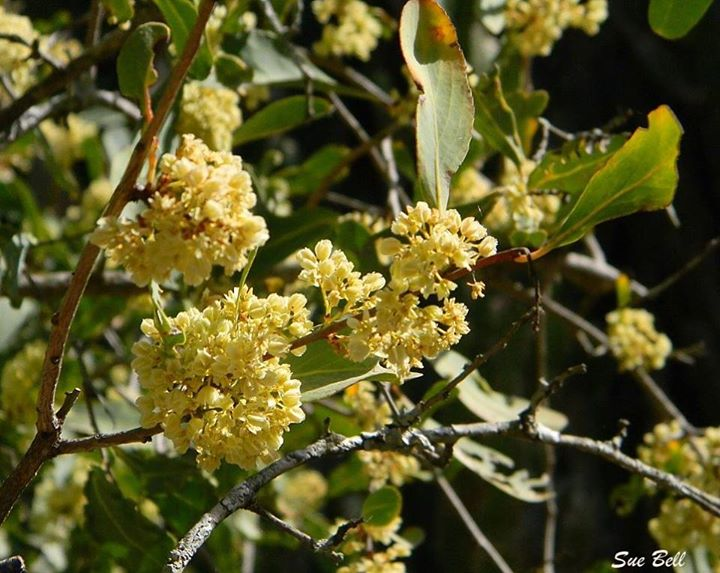
Gymnosporia senegalensis

- Gymnosporia acuminata (L. fil.) Szyszyl.
- Gymnosporia addat Loes.
- Gymnosporia alaternifolia Loes.
- Gymnosporia annobonensis Loes. & Mildbr.
- Gymnosporia arborea (H.Shao) comb. ined.
- Gymnosporia arbutifolia (Hochst. ex. A. Rich.) Loes.
- Gymnosporia arenicola M. Jordaan
- Gymnosporia austroyunnanensis (S.J.Pei & Y.H.Li) M.P.Simmons
- Gymnosporia bachmannii Loes.
- Gymnosporia bailadillana Narayan.
- Gymnosporia berberoides W.W. Smith
- Gymnosporia bonii Pitard
- Gymnosporia brachystachya Baker
- Gymnosporia buchananii Loes.
- Gymnosporia buxifolia (L.) Szyszyl.
- Gymnosporia capitata (E. Mey. ex Sond.) Sim
- Gymnosporia cassinoides (L'Hér.) Masf.
- Gymnosporia championii Dunn
- Gymnosporia chasei (N. Robson) comb. ined.
- Gymnosporia chevalieri Tardieu
- Gymnosporia commiphoroides H. Perrier
- Gymnosporia confertiflora (J.Y.Luo & X.X.Chen) M.P.Simmons
- Gymnosporia cordata (E. Mey. ex Sond.) Sim
- Gymnosporia cortii Pichi-Serm.
- Gymnosporia crassifolia Pitard
- Gymnosporia crenata (Forst. fil.) comb. ined.
- Gymnosporia cryptopetala Reyes-Bet. & A.Santos
- Gymnosporia curtisii King
- Gymnosporia devenishii M. Jordaan
- Gymnosporia dhofarensis (Sebsebe) Jordaan
- Gymnosporia divaricata Baker
- Gymnosporia diversifolia Maxim.
- Gymnosporia dongfangensis (F.W.Xing & X.S.Qin) M.P.Simmons
- Gymnosporia drummondii (N.Robson & Sebsebe) Jordaan
- Gymnosporia dryandri (Lowe) Masf.
- Gymnosporia emarginata (Willd.) Thw.
- Gymnosporia esquirolii Lév.
- Gymnosporia falconeri M. Laws.
- Gymnosporia forsskaoliana (Sebsebe) Jordaan
- Gymnosporia fruticosa Thw.
- Gymnosporia gariepensis Jordaan
- Gymnosporia gibsonii Kurz
- Gymnosporia glaucophylla Jordaan
- Gymnosporia gracilipes (Welw. ex Oliv.) Exell
- Gymnosporia graciliramula (S.J.Pei & Y.H.Li) Q.R.Liu & Funston
- Gymnosporia gracilis Loes.
- Gymnosporia grandifolia (Davison) Jordaan
- Gymnosporia guangnanensis (H.Shao) comb. ined.
- Gymnosporia guangxiensis (C.Y.Cheng & W.L.Sha) M.P.Simmons
- Gymnosporia gurueensis (N.Robson) Jordaan
- Gymnosporia hainanensis Merrill & Chun
- Gymnosporia harenensis (Sebsebe) Jordaan
- Gymnosporia harlandii Hance
- Gymnosporia harveyana Loes.
- Gymnosporia hemipterocarpa Jordaan
- Gymnosporia heyneana Wight & Arn.
- Gymnosporia ilicina (Burch.) Loes. ex Engl.
- Gymnosporia inflata (S.J. Pei & Y.H. Li) comb. ined.
- Gymnosporia jinyangensis (C.Y.Chang) Q.R.Liu & Funston
- Gymnosporia keniensis (Loes.) Jordaan
- Gymnosporia laurina (Thunb.) Szyszyl.
- Gymnosporia leptopus (Tul.) Baker
- Gymnosporia linearis (L. fil.) Loes.
- Gymnosporia listeri (Prain) comb. ined.
- Gymnosporia littoralis (Backer) Jordaan
- Gymnosporia livingstonei Jordaan
- Gymnosporia lucida (L.) Loes.
- Gymnosporia macrocarpa M. Jordaan
- Gymnosporia maranguensis (Loes.) Loes.
- Gymnosporia marcanii Craib
- Gymnosporia markwardii M. Jordaan
- Gymnosporia masindei (Gereau) Jordaan
- Gymnosporia matoboensis Jordaan
- Gymnosporia mekongensis Pierre
- Gymnosporia mengziensis (H.Shao) comb. ined.
- Gymnosporia monodii (Exell) comb. ined.
- Gymnosporia mossambicensis (Klotzsch) Loes.
- Gymnosporia nemorosa (Eckl. & Zeyh.) Szyszyl.
- Gymnosporia nguruensis (N.Robson & Sebsebe) Jordaan
- Gymnosporia nitida Merrill
- Gymnosporia nyassica Burtt Davy & Hutchinson
- Gymnosporia obbadiensis Chiov.
- Gymnosporia oblanceolata M. Laws.
- Gymnosporia obovata Craib
- Gymnosporia obscura (A. Rich.) Loes.
- Gymnosporia oleosa (A.E. van Wyk & R.H. Archer) comb. ined.
- Gymnosporia orbiculata (C.Y.Wu ex S.J.Pei & Y.H.Li) Q.R.Liu & Funston
- Gymnosporia ovata Wall. ex M. Lawson
- Gymnosporia oxycarpa (N.Robson) Jordaan
- Gymnosporia oxyphylla (Grierson & Long) comb. ined.
- Gymnosporia palauica Loes.
- Gymnosporia pallida Collett & Hemsl.
- Gymnosporia parviflora (Vahl) Chiov.
- Gymnosporia peduncularis (Sond.) Loes.
- Gymnosporia pertinax (N.Hallé & J.Florence) M.P.Simmons
- Gymnosporia polyacantha (Sond.) Szyszyl.
- Gymnosporia procumbens (L. fil.) Loes.
- Gymnosporia puberula M. Laws.
- Gymnosporia pubescens (N.Robson) Jordaan
- Gymnosporia punctata (Sebsebe) Jordaan
- Gymnosporia putterlickioides Loes. ex Engl.
- Gymnosporia pyria (Willemet) Jordaan
- Gymnosporia richardsiae (N.Robson & Sebsebe) Jordaan
- Gymnosporia royleana Wall. ex M.A. Laws.
- Gymnosporia rufa (Wall.) Lawson
- Gymnosporia salicifolia M. Laws.
- Gymnosporia schliebenii Loes. ex Jordaan
- Gymnosporia senegalensis (Lam.) Loes.
- Gymnosporia serrata Loes.
- Gymnosporia sikkimensis Prain
- Gymnosporia somalensis Loes.
- Gymnosporia stylosa Pierre
- Gymnosporia swazica Jordaan
- Gymnosporia szyszylowiczii (Kuntze) M. Jordaan
- Gymnosporia tenuispina (Sond.) Szyszyl.
- Gymnosporia thompsonii Merrill
- Gymnosporia thomsonii Kurz
- Gymnosporia thyrsiflora (S.J.Pei & Y.H.Li) W.B.Yu & D.Z.Li
- Gymnosporia tiaoloshanensis Chun & How
- Gymnosporia tonkinensis Pitard
- Gymnosporia undata (Thunb.) Szyszyl.
- Gymnosporia vanwykii (R.H.Archer) Jordaan
- Gymnosporia variabilis (Hemsley) Loes.
- Gymnosporia vitiensis (A. Gray) Seem.
- Gymnosporia wallichiana Spreng. ex Wight & Arn.
- Gymnosporia wightiana (Babu) R.S. Rao
- Gymnosporia yimenensis (H.Shao) comb. ined.